# Тоум (Нью-Мексико)
Тоум (англ. Tome) — переписна місцевість (CDP) в США, в окрузі Валенсія штату Нью-Мексико. Населення — 1718 осіб (2020).

## Географія
Тоум розташований за координатами 34°44′23″ пн. ш. 106°43′23″ зх. д. / 34.73972° пн. ш. 106.72306° зх. д. (34.739686, -106.723004).  За даними Бюро перепису населення США в 2010 році переписна місцевість мала площу 12,82 км², уся площа — суходіл.

## Демографія
Згідно з переписом 2010 року, у переписній місцевості мешкало 1867 осіб у 706 домогосподарствах у складі 504 родин. Густота населення становила 146 осіб/км².  Було 765 помешкань (60/км²).
Расовий склад населення:
| - 76,6 % — білих - 1,8 % — корінних американців - 0,6 % — чорних або афроамериканців - 0,5 % — азіатів - 0,1 % — вихідців з тихоокеанських островів - 15,5 % — осіб інших рас |

До двох чи більше рас належало 4,9 %. Частка іспаномовних становила 64,0 % від усіх жителів.
За віковим діапазоном населення розподілялося таким чином: 24,6 % — особи молодші 18 років, 62,4 % — особи у віці 18—64 років, 13,0 % — особи у віці 65 років та старші. Медіана віку мешканця становила 42,1 року. На 100 осіб жіночої статі у переписній місцевості припадало 108,1 чоловіків;  на 100 жінок у віці від 18 років та старших — 101,7 чоловіків також старших 18 років.
Середній дохід на одне домашнє господарство  становив 43 518 доларів США (медіана — 31 685), а середній дохід на одну сім'ю — 54 027 доларів (медіана — 46 910). За межею бідності перебувало 26,3 % осіб, у тому числі 24,3 % дітей у віці до 18 років та 21,7 % осіб у віці 65 років та старших.
Цивільне працевлаштоване населення становило 778 осіб. Основні галузі зайнятості: освіта, охорона здоров'я та соціальна допомога — 33,4 %, публічна адміністрація — 15,3 %, науковці, спеціалісти, менеджери — 14,1 %.